# Zapata megye
Zapata megye az Amerikai Egyesült Államokban, azon belül Texas államban található. Megyeszékhelye és legnagyobb városa Zapata. Lakosainak száma 13 889 fő (2020. április 1.). Zapata megye Starr, Jim Hogg és Webb megyékkel határos.

## Népesség
A megye népességének változása:
| Lakosok száma | 14 067 | 14 214 | 14 273 | 14 390 | 14 374 | 13 889 |
|               | 2010   | 2011   | 2012   | 2013   | 2015   | 2020   |